# Niltavor
Niltavor (Niltava) är ett släkte med fåglar i familjen flugsnappare inom ordningen tättingar med sju arter som förekommer i Asien från Himalaya till Taiwan och Borneo:
- Större niltava (N. grandis)
- Mindre niltava (N. macgrigoriae)
- Koboltniltava (N. davidi)
- Praktniltava (N. sundara)
- Sumatraniltava (N. sumatrana)
- Kinesisk niltava (N. oatesi)
- Taiwanniltava (N. vivida)